# Christoph Jentsch
Christoph Jentsch, né le 21 décembre 1931 à Niederwartha et mort le 6 janvier 2015 à Frankenthal, est un géographe allemand professeur émérite de géographie humaine de l'université de Mannheim. Jusque dans les années 1970 Christoph Jentsch était considéré comme un des rares experts allemands (et européens) de l'Afghanistan. En plus il était considéré comme un pionnier de la géographie alpine (vergleichende Hochgebirgsgeographie).

## Parcours scientifique et éléments biographiques
Jentsch étudie la géographie, l'ethnologie et l'histoire à Francfort-sur-le-Main, Innsbruck et à Munich.
Il passe sa thèse de doctorat en 1960 à Innsbruck (sur le Brunecker Becken). En 1973 il passe sa thèse d'habilitation chez Carl Rathjens (en) à Sarrebruck sur les modes de vie des nomades afghans. Durant les années 1970, il est nommé directeur de la chaire de géographie humaine & géographie régionale de l'Institut de géographie de l'université de Mannheim. Il occupe ce poste jusqu'à son éméritat en 2000.
Christoph Jentsch est mort le 6 janvier 2015 à Frankenthal à l'âge de 83 ans.

## Publications (partiel)
- Alexander Scheid, Christophe Neff, Christoph Jentsch (Editeurs): Flächenextensivierung im Mittleren Schwarzwald. Ergebnisse und Diskussion der in der Raumschaft Schramberg durchgeführten geographischen und landschafts – feuerökologischen Untersuchungen. (Materialien zur Geographie, Bd. 34). Geographisches Institut der Universität Mannheim, Mannheim 2004  (ISBN 3-923750-92-7).
- Christophe Neff, Sascha Bassing, Alexander Scheid, Christoph Jentsch, Steffen Franger: Emploi du brûlage dirigé pour la protection de l’environnement et l’entretien du paysage –  observations sur quelques exemples français (Pyrénées Orientales & Gard) et allemands (Raumschaft Schramberg Forêt Noire /Allemagne). In: Alexander Scheid, Christophe Neff, Christoph Jentsch (Hrsg.): Flächenextensivierung im Mittleren Schwarzwald. Ergebnisse und Diskussion der in der Raumschaft Schramberg durchgeführten geographischen und landschafts – feuerökologischen Untersuchungen. (Materialien zur Geographie, Bd. 34). Geographisches Institut der Universität Mannheim, Mannheim 2004. S. 89-107  (ISBN 3-923750-92-7).
- Christoph Jentsch: Visionen von der idealen Stadt : Beiträge zur Ausstellung "Ildefons Cerdà (1815 - 1876)" an der Universität Mannheim 2002 / . Mannheim, 2002.  (ISBN 3-923750-87-0).
- Dieter Anhuf, Christoph Jentsch (Hrsg.):  Beiträge zur Landeskunde Südwestdeutschlands und angewandten Geographie. Mannheim 1997  (ISBN 3-923750-72-2)
- Jürgen Bähr, Christoph Jentsch, Wolfgang Kuls: Bevölkerungsgeographie. Berlin 1992  (ISBN 3-11-008862-2)
- Christoph Jentsch: Höhengrenzen in Hochgebirgen : Vorträge und Diskussionen eines DFG-Rundgespräches in Saarbrücken am 15. u. 16. Mai 1979 ; Carl Rathjens (en) zum 65. Geburtstag. Saarbrücken 1980.
- Christoph Jentsch: Das Nomadentum in Afghanistan. Meisenheim a. Glan. 1973

## Sources
- Andreas Dittmann u.a (Hrsg): Wer ist wo? Geographinnen und Geographen an Universitäten, Hochschulen und Forschungseinrichtungen in Deutschland, Österreich und der Schweiz. Bonn 2006.  (ISBN 3-00-016764-1)

- (de) Cet article est partiellement ou en totalité issu de l’article de Wikipédia en allemand intitulé « Christoph Jentsch » (voir la liste des auteurs).